# ANFIA
L'ANFIA (Associazione Nazionale Filiera Industria Automobilistica) è un'associazione di categoria italiana dell'industria automobilistica.

## Descrizione

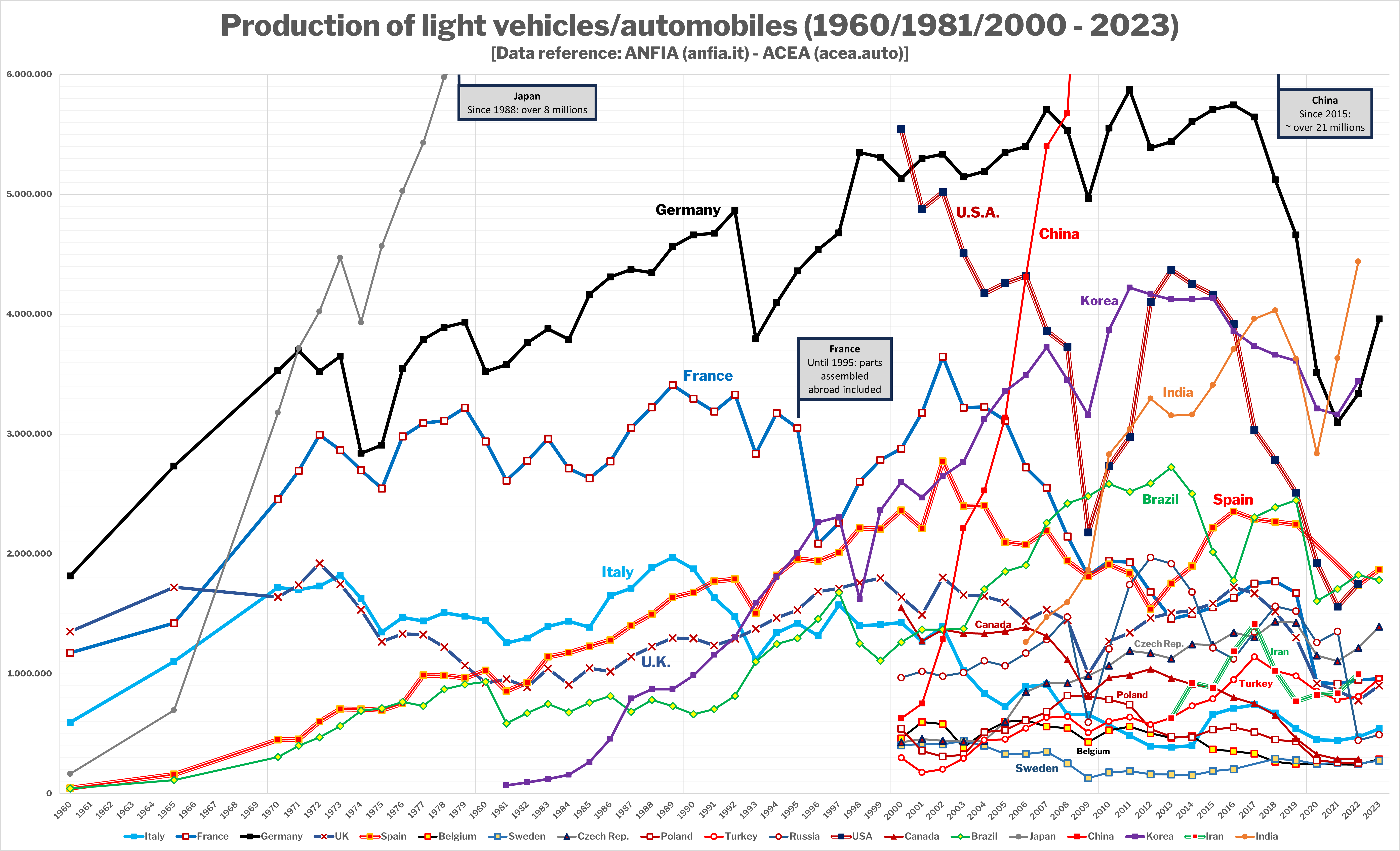
Produzione di automobili nei principali paesi produttori (1960/1980/2000 - 2023, dati prevalentemente ANFIA).

Fondata nel 1912 a Torino, fa parte di Confindustria e ha quasi 500 imprese associate. Divisa in tre settori merceologici (Componenti - Carrozzieri e progettisti - Costruttori), si occupa di tutelare gli interessi di categoria, di controllare la qualità dell'operato delle aziende associate e di promuovere dati, informazioni e statistiche riguardanti il mondo automobilistico sia italiano che mondiale.
Viene spesso citata nei mass media per l'andamento del mercato automobilistico e dell'automotive in generale.